# Superpuchar Polski 1999
La 13ª edizione della Supercoppa di Polonia  si è svolta il 22 settembre 1999.
Allo Miejski Stadion di Ostrowiec Świętokrzyski si scontrano il Wisla Cracovia, vincitore del campionato e l'Amica Wronki, vincitore della coppa nazionale.
A vincere il trofeo è stato, per la seconda volta consecutiva, l'Amica Wronki.

## Tabellino
| Arbitro: | Tomasz Mikulski |

|  |           |            |
|  | Marcatori | 70’ Pęczak |